# Bleclic Peaks
Bleclic Peaks är en bergstopp i Antarktis. Den ligger i Västantarktis. Inget land gör anspråk på området. Toppen på Bleclic Peaks är 359 meter över havet. Bleclic Peaks ingår i Perry Range.
Terrängen runt Bleclic Peaks är huvudsakligen platt, men norrut är den kuperad. Trakten är obefolkad. Det finns inga samhällen i närheten. 